# 凍月
『凍月』（いてづき、原題：Heads ）は、1990年に発表されたグレッグ・ベアのSF小説。

## 出版歴
本作は『女王天使』から始まり、『斜線都市』、『火星転移』と続く《ナノテク・量子論》シリーズ4部作の2作目である。
日本で第28回星雲賞（海外短編）および1996年度SFマガジン読者賞を受賞し、1991年のローカス賞 中長編部門の最終選考に残った。

## あらすじ
22世紀の月面都市が舞台。月の地下に広がる天然の洞穴で、絶対零度達成の実験が進行していた。その研究施設「氷穴」に、100年以上も冷凍保存されていた人間の頭部410個が地球から運び込まれる。

## 登場人物
ミッキー・サンドバル（ミコ）
月面上の研究施設の20歳の管理者
ウィリアム・サンドバル・ピアース
マクロピアース出身の32歳のマクロサンドバルの有能な科学者で、3年間月に滞在して絶対零度を達成しようとしている。ウィリアムの研究は妻のローとマクロサンドバルによって支援されている。
ロザリンド・サンドバル（ロー）
ミコの姉妹のマクロサンドバルの重役で、ウィリアムの妻
トーマス・サンドバル・ライス
マクロサンドバルの管理者
フィオナ・タスク＝フェルダー
マクロファミリー委員会の会長で、ロゴロジー教会に属している
ジャニス・グレンジャー
フィオナの助手
KDティエリー
元俳優、監督。43歳で、あるビジョンに従って「ロゴロジー」という宗教を創始。宗教の教義では天国に昇ることになっているが、実際には彼の頭は100年以上もの間、スタータイムによって保存されている。